# Barkove, Tomakivka
Barkove (în ucraineană Баркове) este un sat în comuna Preobrajenka din raionul Tomakivka, regiunea Dnipropetrovsk, Ucraina.

## Demografie
Componența lingvistică a localității Barkove
     Ucraineană (91,35%)
     Rusă (7,69%)
     Alte limbi (0,96%)
Conform recensământului din 2001, majoritatea populației localității Barkove era vorbitoare de ucraineană (91,35%), existând în minoritate și vorbitori de rusă (7,69%).